# Taszári-vízfolyás
A Taszári-vízfolyás a Somogyi-dombságban ered, Zimány délnyugati határában, Somogy vármegyében. A patak forrásától kezdve déli irányban halad, majd Taszárnál éri el a Kapost.
A Taszári-vízfolyás vízgazdálkodási szempontból a Kapos Vízgyűjtő-tervezési alegység működési területét képezi.

## Part menti települések
- Zimány
- Taszár